# Acetat de neril
L'acetat de neril és un compost orgànic que es troba en els olis essencials dels cítrics. Químicament, és l'èster acetat del nerol. En aromes i perfumeria s'utilitza per aportar notes florals i afruitades.